# Ronja von Rönne

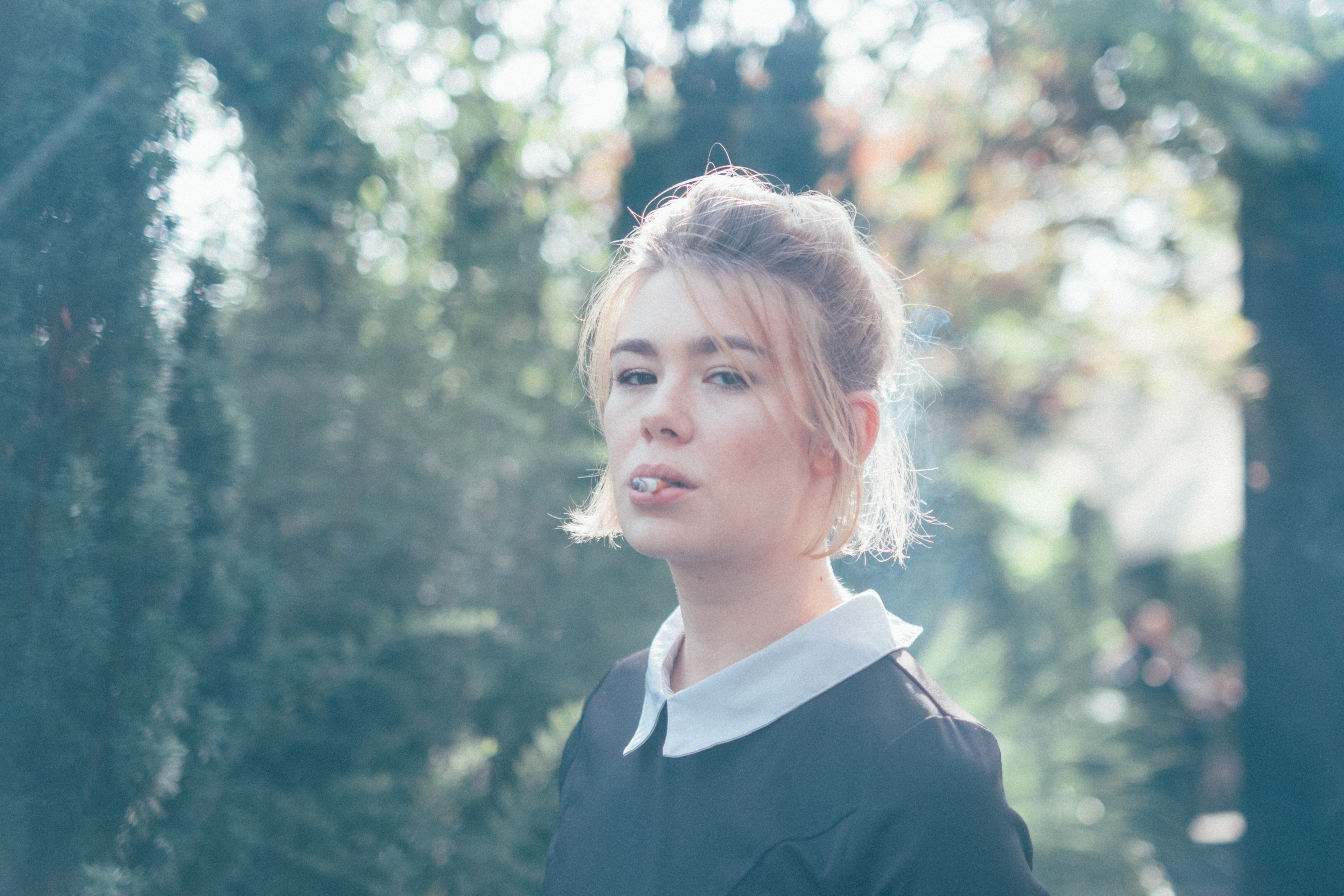
Ronja von Rönne (2018)

Ronja Larissa von Rönne (* 16. Januar 1992 in Berlin) ist eine deutsche Schriftstellerin, Journalistin und Moderatorin.

## Leben

### Herkunft und Ausbildung
Von Rönne wuchs im oberbayerischen Grassau auf. Ihre Mutter, Benita von Rönne, der Familie Rönne entstammend, ist Leiterin des Grassauer Montessori-Hauses; ihr Vater, Peter von Rönne, geb. Kasemeyer, ist Lokalpolitiker der Unabhängigen Grassauer Liste (UGL) und Teamleiter in einem Jobcenter. 2011 machte von Rönne ihr Abitur am Staatlichen Landschulheim Marquartstein. Sie studierte zunächst an der Ludwig-Maximilians-Universität München Theaterwissenschaft. Später schrieb sie sich für Publizistik an der Universität Wien ein, brach dieses Studium jedoch nach der Einführungsvorlesung wieder ab. Ab 2013 war sie zwei Jahre lang an der Universität Hildesheim im Studiengang Kreatives Schreiben und Kulturjournalismus eingeschrieben und zog dann nach Berlin.

### Publizistische Tätigkeit
2012 begann von Rönne den Blog Sudelheft.
Im Jahr 2015 wurde sie vom Literaturkritiker Hubert Winkels zum Wettbewerb um den Ingeborg-Bachmann-Preis nach Klagenfurt eingeladen. Dort las sie den Text Welt am Sonntag. Anfang 2016 veröffentlichte sie ihren Debütroman Wir kommen im Berliner Aufbau-Verlag, den sie auch als gekürztes Hörbuch einlas. Die Theater-Uraufführung fand am 9. April 2017 am Staatsschauspiel in Dresden statt.
Am 31. März 2016 war sie bei Jan Böhmermann im Neo Magazin Royale, am 26. April 2016 und am 24. Mai 2022 bei Stermann & Grissemann in Willkommen Österreich zu Gast.
Im Februar 2017 erschien im S. Fischer Verlag mit Heute ist leider schlecht: Beschwerden ans Leben eine Auswahl ihrer Kolumnen aus der Welt am Sonntag und ihrem Blog Sudelheft sowie neue Texte.
Im Oktober 2017 verließ von Rönne die Welt am Sonntag und begann für Die Zeit und Zeit Online zu schreiben.
Ab 2017 moderierte sie zusammen mit ihrem damaligen Freund Tilman Rammstedt den Podcast Rönne & Rammstedt. Uns fragt ja keiner bei Audible. Im August 2017 moderierte sie zusammen mit Ingo Zamperoni die ARD-Talkshow Überzeugt uns!, bei der anlässlich der Bundestagswahl 2017 Politiker Fragen von Jungwählern beantworteten.
Ab Oktober 2017 moderierte sie abwechselnd mit Jonas Bosslet das Schwarz-Weiß-Format Streetphilosophy auf Arte. Im Oktober 2023 ging dort das Nachfolgeformat Unhappy auf Sendung. 2021 veröffentlichte sie das Hörspiel Ohne Ende aus der Essayreihe Artikel X auf Fyeo.
Von Rönne thematisierte in verschiedenen Beiträgen ihre depressive Erkrankung und Panikattacken. 2025 schrieb sie während eines Aufenthaltes in der Psychiatrie einen Artikel über die Folgen von Prokrastination und ADHS. Ihr Roman Ende in Sicht handelt von zwei depressiven Frauen.  Im August 2023 erschien der Essay Trotz bei dtv.
Sie ist Mitgründerin des PEN Berlin.

### Privatleben
Von Rönne lebte von 2016 bis 2019 in einer Beziehung mit dem Schriftsteller Tilmann Rammstedt. Aufgrund ihrer Erkrankung an Depressionen ließ sie sich 2019 auf Eigeninitiative in eine psychiatrische Klinik einweisen. Sie leidet weiterhin an regelmäßigen depressiven Episoden geringerer Intensität. Von 2020 bis 2023 war von Rönne mit dem Drehbuchautor Ben von Rönne verheiratet. Die Ehe wurde am 21. Juni 2023 vor dem Amtsgericht Berlin-Pankow geschieden. Seit Juli 2022 ist sie mit dem für Daiichi Sankyō tätigen Pharmalobbyisten Florian Eckert liiert. Von Rönne lebt in Berlin und in Grassau (Oberbayern).

## Ablehnung des Axel-Springer-Preises 2015
Ab Februar 2015 schrieb von Rönne als Journalistin für die Tageszeitung Die Welt. Im Rahmen des von der Welt-Redaktion als „Radikalpositionen“ angekündigten Debattenschwerpunkts „Brauchen wir den Feminismus überhaupt noch?“ schrieb sie Anfang April 2015 auf welt.de den Beitrag „Warum mich der Feminismus anekelt“, in dem sie eine antifeministische Radikalposition formulierte: „Ich bin keine Feministin, ich bin Egoistin. Ich weiß nicht, ob „man“ im Jahr 2015 in Deutschland den Feminismus braucht, ich brauche ihn nicht. Er ekelt mich eher an. Feminismus klingt für mich ähnlich antiquiert wie das Wort Bandsalat.“ Für ihren polemischen Text hätte sie mit dem silbernen Hauptpreis des Axel-Springer-Preises ausgezeichnet werden sollen. Sie fühlte sich jedoch falsch vereinnahmt und lehnte die Annahme des Preises ab, weil sie keine Galionsfigur des Antifeminismus sein wollte. Einzelne Sätze ihres Beitrags, als „spontane Wutrede“ im Kontext einer Pro- und Contra-Debatte in der Welt gehalten, seien sehr missverständlich, und für derart Missverständliches könne sie keinen Preis annehmen. Marc Thomas Spahl, Direktor der Axel-Springer-Akademie, lobte Ronja von Rönnes Haltung.

## Trivia
2015 trat von Rönne im Video zur Single Bussi Baby der österreichischen Pop-Band Wanda auf.
2019 ließ sich von Rönne für eine Fotoserie auf einem von der Künstlerin Evelyn Weigert bemalten Sarg fotografieren.

## Werke
- Welt am Sonntag. In: Hubert Winkels (Hrsg.): Klagenfurter Texte. Die Besten 2015. Die 39. Tage der deutschsprachigen Literatur in Klagenfurt. Piper, München 2015, ISBN 978-3-492-05715-8, S. 123–134.
- Wir kommen. Roman. Aufbau Verlag, Berlin 2016, ISBN 978-3-351-03632-4 (205 S.).
- Heute ist leider schlecht. Beschwerden ans Leben. Kolumnen. S. Fischer, Frankfurt am Main 2017, ISBN 978-3-596-03703-2 (205 S.).
- Ende in Sicht. Roman. dtv Verlagsgesellschaft, München 2022, ISBN 978-3-423-28291-8 (255 S.).; auch als Hörbuch (Autorinnenlesung): Ronja von Rönne, Ende in Sicht, United Soft Media Audio, München, 2022, ISBN 978-3-8032-9271-1.
- Trotz. Essay. dtv Verlagsgesellschaft, München 2023, ISBN 978-3-423-28371-7 (112 S.).